# Sarcoglyphis masiusii
Sarcoglyphis masiusii är en orkidéart som beskrevs av Miadin, A.L.Lamb och Emoi. Sarcoglyphis masiusii ingår i släktet Sarcoglyphis och familjen orkidéer. Inga underarter finns listade i Catalogue of Life.